# Winter (film)
Pour les articles homonymes, voir Winter.
Pour plus de détails, voir Fiche technique et Distribution.
Winter est un court métrage d’animation américain de la série des Silly Symphonies réalisé par Walt Disney, pour Columbia Pictures, sorti le 5 novembre 1930.

## Synopsis
C’est l’hiver. Un loup hurle dans le vent, une famille d’ours se réveille durant sa longue nuit d’hibernation pour manger. Près d’une mare, une biche se joint à des oiseaux pour une danse. Les écureuils sortent des troncs des arbres, les moufettes et les ratons laveurs, les ours et les élans les rejoignent. Arrive ensuite la cérémonie du jour de la marmotte.

## Fiche technique
- Titre original : Winter
- Série : Silly Symphonies
- Réalisateur : Burt Gillett
- Producteur : Walt Disney
- Animateurs[1] : Jack King, Les Clark,  Tom Palmer, Johnny Cannon, Dick Lundy, Jack Cutting, Dave Hand, Norm Ferguson, Ben Sharpsteen, Wilfred Jackson, Frenchy de Trémaudan
- Décors : Emil Flohri, Carlos Manriquez
- Distributeur : Columbia Pictures
- Date de sortie : 30 octobre 1930[2] ou 5 novembre 1930[3]
- Autres dates[1] :
  - Livraison : 22 octobre 1930
  - Annoncée : 30 octobre 1930
  - Dépôt de copyright : 5 novembre 1930
  - Sortie à New York : 10 au 16 octobre 1930 au Globe Theatre en première partie d’Half Shot at Sunrise de Paul Sloane
- Format d’image : Noir et blanc
- Son : Mono
- Musique[1] : Bert Lewis
  - Le Chorus tiré de Jungle Bells (1857) de James Pierpont
  - The Skaters’ Waltz (1882) d’Émile Waldteufel
  - Chopsticks (en) (1877) d’Arthur de Lulli (en)
  - Dance of the Goblins (1911) d’Hans Engelmann
- Durée : 6 min 51 s
- Langue : (en)
- Pays de production :  États-Unis

## Commentaires
Ce film fait partie d’une série sur les quatre saisons : 
1. Springtime, réalisé par Ub Iwerks et sorti le 24 octobre 1929.
2. Summer, réalisé par Ub Iwerks et sorti le 6 janvier 1930.
3. Autumn, réalisé par Ub Iwerks et sorti le 13 février 1930.
4. Winter, réalisé par Burton Gillett et sorti le 5 novembre 1930.

Alors que les trois premiers « épisodes » sont sortis durant un laps de temps de cinq mois, ce dernier film n’est sorti que dix mois plus tard. Une des raisons possibles est le départ d’Ub Iwerks des studios Disney au printemps 1930, l’épisode Autumn étant la dernière Silly Symphony à laquelle il participe. Pour Steven Watts, la série des quatre saisons propose un traitement impressionniste du cycle de la nature, l'un des sujets des Silly Symphonies aux côtés de la mythologie, des contes de fées et des comédies fantastiques. Elle essaye de capturer l'atmosphère et le décor de chaque saison avec un minimum d'effet comique.